# Kallsebosjön
Kallsebosjön är en sjö i Tranemo kommun i Västergötland och ingår i Ätrans huvudavrinningsområde.